# لي ريتشاردسون
لي ريتشاردسون (بالإنجليزية: Lee Richardson)‏ (12 مارس 1969 بهاليفاكس في المملكة المتحدة - ) هو مدرب كرة قدم ولاعب كرة قدم بريطاني في مركز الوسط. لعب مع أولدهام أثلتيك وبلاكبيرن روفرز وستوكبورت كونتي ونادي أبردين ونادي بوري ونادي تشيسترفيلد ونادي واتفورد وهدرسفيلد تاون ونادي هاليفاكس تاون ونادي ليفينغستون لكرة القدم.

## وصلات خارجية
- لي ريتشاردسون على موقع قاعدة بيانات كرة القدم.إي يو (الإنجليزية)
- لي ريتشاردسون على موقع Soccerbase.com (لاعب) (الإنجليزية)
- لي ريتشاردسون على موقع Soccerbase.com (مدرب) (الإنجليزية)